# Bommasettihalli, Gauribidanur
Bommasettihalli là một làng thuộc tehsil Gauribidanur, huyện Kolar, bang Karnataka, Ấn Độ.